# ساکری مونتی پیمونت و لمباردی
ساکری مونتی (به ایتالیایی: Sacri Monti) یا کوه‌های مقدس پیمونت و لمباردی، مجموعه‌ای از ۹ گروه کلیسای کوچک و دیگر سازه‌های ویژه از نظر معماری است که در شمال ایتالیا در اواخر سدهٔ شانزدهم و طول سدهٔ هفدهم میلادی ساخته‌شده‌اند. این بناها که وقف جنبه‌های مختلف مسیحیت شده‌اند با مهارت بسیاری با مناظر طبیعی اطراف خود همچون جنگل، دریاچه و تپه ترکیب‌شده و از این لحاظ جز بناهایی با زیبای بسیار به‌شمار می‌روند. در عین حال اشیای هنری حائز اهمیتی در قالب نقاشی‌های دیواری و تندیس‌ها در این بناها نگهداری می‌شود. ساکری مونتی‌های پیمونت و لمباردی در سال ۲۰۰۳ در فهرست میراث جهانی یونسکو به ثبت رسید.

## کوه مقدس
آنچه که به‌نام کوه مقدس شهرت دارد توسط مسیحیان به‌وجود آمده‌است و به مجتمعی عبادی گفته می‌شود که دور از مراکز شهری و بر سراشیبی کوهی ساخته شده‌است و شامل چند کلیسای کوچک یا کیوسک است که در آنها صحنه‌هایی از زندگی مسیح، مریم باکره و دیگر قدیسین در قالب نقاشی یا مجسمه به نمایش درآمده است. کوه‌های مقدس به نشانهٔ احالهٔ اورشلیم جدید به زائران خود این امکان را می‌دادند تا در مقیاسی کوچکتر، مکان‌های مقدس مرتبط با به صلیب‌کشیده‌شدن مسیح را ببینند.

## ساکرو مونته‌های پیمونت و لمباردی
۹ ساکری مونتی (جمع ساکرو مونته) پیمونت و لمباردی به شرح زیر است:
| نگاره | نام                       | شهر و استان                           | ناحیه   |
| ----- | ------------------------- | ------------------------------------- | ------- |
|       | ساکرو مونته دی وارالو     | وارالو سسیا، استان ورچلی              | پیمونت  |
|       | ساکرو مونته دی کرئا       | سرالونگا دی کرئا، استان الساندریا     | پیمونت  |
|       | ساکرو مونته دی اورتا      | اورتا سن جولیو، استان نووارا          | پیمونت  |
|       | ساکرو مونته دی وارزه      | وارزه، استان وارزه                    | لمباردی |
|       | ساکرو مونته دی اروپا      | بیلا، استان بیلا                      | پیمونت  |
|       | ساکرو مونته دی اوسوچو     | اوسوچو، استان کومو                    | لمباردی |
|       | ساکرو مونته دی گیفا       | گیفا، استان وربانو-کوسیو-اوسولا       | پیمونت  |
|       | ساکرو مونته دی دومودوسولا | دومودوسولا، استان وربانو-کوسیو-اوسولا | پیمونت  |
|       | ساکرو مونته دی بلمونته    | والپرگا، استان تورین                  | پیمونت  |